# Perizoma simulata
Perizoma simulata là một loài bướm đêm trong họ Geometridae.